# Latyryzm

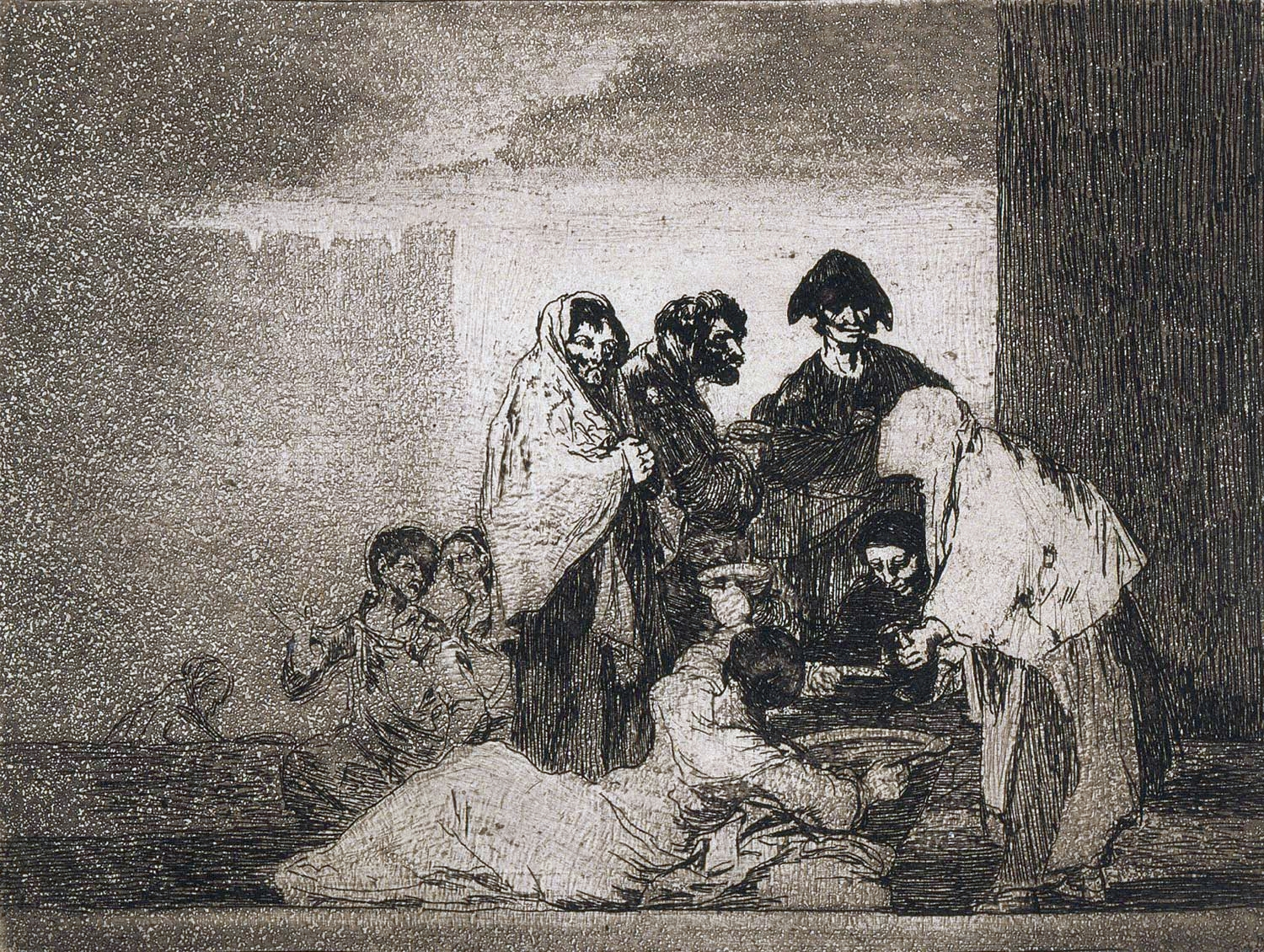
Z powodu spożycia groszku zwyczajnego – akwatynta Goi ukazująca groszek jako pokarm klęski głodu, a także efekty jego spożycia (kobieta leżąca na podłodze po porażeniu kończyn dolnych).

Latyryzm (nazywany także chorobą z Azañón, gdy występował w trakcie epidemii w wieku XIX) – choroba neurodegeneracyjna spowodowana spożywaniem w dużych ilościach nasion różnych gatunków groszku Lathyrus (nie mylić z grochem Pisum), zarówno na surowo, ugotowanych lub w postaci mąki. Choroba najczęściej występuje w okresie suszy, gdy groszek jest spożywany z powodu głodu (jest on rośliną odporną na suszę). Nasiona groszku zawierają homoargininę, γ-glutamylo-β-aminopropionylonitryl (BAPN), kwas α,β-diaminomasłowy i kwas β-N-oksalilo-α,β-diaminopropionowy (w skrócie β-ODAP). Ostatni związek ma działanie neurotoksyczne, powoduje nieodwracalne uszkodzenie mitochondriów, co z kolei prowadzi do degeneracji neuronów ruchowych i dróg piramidowych w rdzeniu kręgowym. 

## Objawy
- u ludzi – mielopatia i nieodwracalne spastyczne porażenie kończyn dolnych[2][3][4]
- u zwierząt (szczególnie podatne na zachorowania są konie) – świszcząca dychawica, chwiejny chód i niedowład kończyn tylnych[6].